# Milko Bobozow
Milko Georgiew Bobozow (bulgarisch Милко Георгиев Бобоцов, auch in englischer Transkription Bobotsov; * 30. Oktober 1931 in Plowdiw; † 3. April 2000 in Sofia) war ein bulgarischer Schachgroßmeister.
Milko Bobozow gewann 1958 die Bulgarische Meisterschaft, 1960 wurde er Internationaler Meister, 1961 der erste Großmeister Bulgariens. Er spielte von 1954 bis 1972 bei acht Schacholympiaden für die bulgarische Mannschaft, gewann mit ihr 1968 eine Bronzemedaille und erhielt 1964 eine Bronzemedaille in der Einzelwertung des dritten Brettes. Außerdem nahm er mit Bulgarien an der Mannschaftseuropameisterschaft 1970 teil.
Im Jahre 1972 erlitt er jedoch einen Schlaganfall, von dem er sich nie mehr vollständig erholte. Er war mit der Frauen-Großmeisterin Antonia Iwanowa verheiratet.

## Turniererfolge
- 1957 Warna: 1. Platz
- 1967 Aljechin Memorial Moskau: 2. Platz
- 1971 Sarajewo: 1. Platz

## Kuriosum
Im Hoogovens-Turnier 1966 stellte Bobozow in seiner Partie gegen Borislav Ivkov einen Rekord auf, als er mit Weiß erst im 46. Zug rochierte (die Partie endete remis). Dieser Rekord wurde erst 1994 überboten.